# Катурите
Катурите (порт. Caturité) — муниципалитет в Бразилии, входит в штат Параиба. Составная часть мезорегиона Борборема. Входит в экономико-статистический микрорегион Карири-Ориентал. Население составляет 4473 человека на 2006 год. Занимает площадь 118,089 км². Плотность населения — 37,9 чел./км².

## Статистика
- Валовой внутренний продукт на 2003 год составляет 12 719 734,00 реалов (данные: Бразильский институт географии и статистики).
- Валовой внутренний продукт на душу населения на 2003 год составляет 2930,81 реалов (данные: Бразильский институт географии и статистики).
- Индекс развития человеческого потенциала на 2000 год составляет 0,617 (данные: Программа развития ООН).